# Fregaty typu Thetis
Fregaty typu Thetis – typ czterech duńskich fregat (według oficjalnego oznaczenia – oceanicznych okrętów patrolowych) zbudowanych na początku lat 90. XX wieku dla Duńskiej Marynarki Wojennej.
Okręty typu Thetis wykorzystywane są głównie do ochrony interesów Królestwa Danii na północnym Atlantyku (w tym rybołówstwa) oraz do wykonywania zadań poszukiwawczo-ratowniczych (ang. Search and Rescue). Okręty działają głównie w rejonie Grenlandii i Wysp Owczych, a ich port macierzysty znajduje się we Frederikshavn.

## Okręty
- F357 „Thetis”
- F358 „Triton”
- F359 „Vædderen”
- F360 „Hvidbjørnen”